# Egebergs Ærespris
Egebergs Ærespris (Honorowa Nagroda Egebergsa) – nagroda przyznawana norweskim sportowcom, którzy wyróżniają się w więcej niż jednej uprawianej przez siebie konkurencji.

## Wyróżnieni
- 1918 Gunnar Andersen – piłka nożna i narciarstwo klasyczne
- 1919 Helge Løvland – lekkoatletyka i gimnastyka
- 1921 Harald Strøm – łyżwiarstwo szybkie i piłka nożna
- 1922 Ole Reistad – narciarstwo klasyczne i lekkoatletyka
- 1926 Johan Støa – narciarstwo klasyczne i lekkoatletyka
- 1928 Bernt Evensen – łyżwiarstwo szybkie i kolarstwo
- 1929 Armand Carlsen – łyżwiarstwo szybkie i kolarstwo
- 1929 Reidar Jørgensen – narciarstwo klasyczne i lekkoatletyka
- 1931 Fritjof Bergheim – gimnastyka i lekkoatletyka
- 1934 Otto Berg – gimnastyka i lekkoatletyka
- 1935 Bjarne Bryntesen – narciarstwo klasyczne i lekkoatletyka
- 1936 Laila Schou Nilsen – narciarstwo klasyczne, łyżwiarstwo szybkie i tenis
- 1937 Johan Haanes – tenis i narciarstwo klasyczne
- 1938 Henry Johansen – narciarstwo klasyczne i piłka nożna
- 1939 Arne Larsen – narciarstwo klasyczne i lekkoatletyka
- 1946 Godtfred Holmvang – lekkoatletyka i narciarstwo klasyczne
- 1947 Sverre Farstad – łyżwiarstwo szybkie i podnoszenie ciężarów
- 1949 Martin Stokken – narciarstwo klasyczne i lekkoatletyka
- 1950 Egil Lærum – narciarstwo klasyczne i piłka nożna
- 1951 Hjalmar Andersen – łyżwiarstwo szybkie i kolarstwo
- 1952 Hallgeir Brenden – narciarstwo klasyczne i lekkoatletyka
- 1956 Roald Aas – łyżwiarstwo szybkie i kolarstwo
- 1960 Reidar Andreassen – narciarstwo klasyczne i lekkoatletyka
- 1961 Arne Bakker – piłka nożna i bandy
- 1962 Magnar Lundemo – narciarstwo klasyczne i lekkoatletyka
- 1965 Ole Ellefsæter – narciarstwo klasyczne i lekkoatletyka
- 1967 Fred Anton Maier – łyżwiarstwo szybkie i kolarstwo
- 1971 Frithjof Prydz – tenis i skoki narciarskie
- 1971 Bjørn Wirkola – skoki narciarskie i piłka nożna
- 1973 Ivar Formo – narciarstwo klasyczne i bieg na orientację
- 1975 Eystein Weltzien – bieg na orientację i narciarstwo klasyczne
- 1980 Bjørg Eva Jensen – łyżwiarstwo szybkie i kolarstwo
- 1981 Cato Zahl Pedersen – sporty niepełnosprawnych
- 1987 Oddvar Brå – narciarstwo klasyczne i lekkoatletyka
- 1988 Ragnhild Bratberg – narciarstwo klasyczne i bieg na orientację
- 1990 Grete Ingeborg Nykkelmo – narciarstwo klasyczne i biathlon
- 1991 Birger Ruud – skoki narciarskie i narciarstwo alpejskie
- 1992 Ingrid Kristiansen – narciarstwo klasyczne i lekkoatletyka
- 1996 Anita Andreassen – wyścig psich zaprzęgów, kolarstwo i narciarstwo klasyczne
- 2000 Anette Bøe – narciarstwo klasyczne, triathlon, kolarstwo górskie i hokej na lodzie
- 2001 Anders Aukland – narciarstwo klasyczne, triathlon, wyścig psich zaprzęgów i lekkoatletyka
- 2002 Ole Einar Bjørndalen – narciarstwo klasyczne i biathlon
- 2002 Hilde Gjermundshaug Pedersen – narciarski bieg na orientację i narciarstwo klasyczne
- 2004 Trond Einar Elden – kombinacja norweska, narciarstwo klasyczne i lekkoatletyka
- 2005 Stein Johnson – wszechstronny szkoleniowiec
- 2006 Lars Berger – biathlon i narciarstwo klasyczne
- 2009 Frode Andresen – biathlon i narciarstwo klasyczne
- 2009 Helge Bjørnstad – hokej na sledge’ach i pływanie
- 2010 Jens Arne Svartedal – narciarstwo klasyczne
- 2010 Hedda Berntsen – narciarstwo telemarkowe, narciarstwo dowolne (skicross) i narciarstwo alpejskie
- 2011 Kristin Størmer Steira – narciarstwo klasyczne i lekkoatletyka
- 2012 Odd-Bjørn Hjelmeset – narciarstwo klasyczne i lekkoatletyka
- 2013 Mariann Vestbøstad Marthinsen – narciarstwo i pływanie
- 2015 Astrid Jacobsen – narciarstwo klasyczne i lekkoatletyka
- 2018 Nils-Erik Ulset – biathlon i narciarstwo klasyczne
- 2019 Birgit Skarstein – wioślarstwo i narciarstwo klasyczne
- 2020 Therese Johaug – narciarstwo klasyczne i lekkoatletyka
- 2023 Ragne Wiklund - łyżwiarstwo szybkie i bieg na orientację